# چرا می‌خواهیم شما ثروتمند باشید؟
چرا می‌خواهیم شما ثروتمند باشید: دو مرد و یک پیام کتابی غیرداستانی دربارهٔ امور مالی شخصی است که توسط دونالد ترامپ و رابرت کیوساکی نوشته شده است. این کتاب برای اولین بار در سال ۲۰۰۶ با جلد سخت منتشر شد. این دو نویسنده طی کار مشترک در لرنینگ آنکس با یکدیگر آشنا شدند و ترامپ تحت تأثیر موفقیت نویسندگی کیوساکی با کتاب پدر پولدار، پدر بی‌پول قرار گرفت. ترامپ و کیوساکی در سال ۲۰۱۱ کتاب دیگری را با هم نوشتند، «میداس تاچ: چرا برخی از کارآفرینان ثروتمند می‌شوند و چرا اکثر آنها ثروتمند نمی‌شوند». این کتاب به بررسی مشکلات اقتصادی آمریکا از جمله فشار بر طبقه متوسط، جهانی شدن اقتصاد و بدهی ملی ایالات متحده می‌پردازد. نویسندگان به خواننده توصیه می‌کنند که سواد مالی کسب کند و در کارآفرینی غرق شود. ترامپ و کیوساکی از صندوق‌های سرمایه‌گذاری مشترک انتقاد می‌کنند و از سرمایه‌گذاری در املاک و مستغلات به عنوان راهی برای ثروت‌آفرینی حمایت می‌کنند.
کتاب چرا می‌خواهیم شما ثروتمند شوید موفقیت مالی به همراه داشت و در هفتهٔ اول انتشار خود در رتبهٔ اول فهرست پرفروش‌ترین‌های نیویورک تایمز قرار گرفت؛ و به مدت چهار هفته در این فهرست باقی ماند. پابلیشرز ویکلی ترامپ و کیوساکی را «ترکیبی به طرز عجیبی برنده» نامید. مجلهٔ امور مالی شخصی کیپلینگر این کتاب را مورد انتقاد قرار داد و آن را «کتابی بی‌اهمیت» خواند. نشریهٔ اینترسپت، بازاریابی شبکه‌ای را نوعی ترفند هرمی نامید و از توصیهٔ نویسندگان این تاکتیک ابراز تاسف کرد. روزنامهٔ سن آنتونیو اکسپرس نیوز از توصیه‌های متناقض ارائه شده در کتاب انتقاد کرد.